# Miss Universo 1975
Miss Universo 1975, la 24.ª edición del concurso de belleza Miss Universo, se realizó en el Gimnasio Nacional en San Salvador, El Salvador, el 19 de julio de ese año.
Setenta y un candidatas, representantes de igual número de naciones y territorios, compitieron por el título en esta versión del concurso que por segunda vez se realizó en América Latina. Al final del evento —y debido a que Amparo Muñoz, Miss Universo 1974, de España, había abandonado el título y nunca se buscó una suplente—, Kerry Anne Wells, Miss Universo 1972, de Australia, coronó como Miss Universo 1975 a Anne Marie Pohtamo, de Finlandia. Elegida por un jurado de once personas, la ganadora e 19 años se convirtió en la segunda representante de su país en obtener el título después de Armi Kuusela (Miss Universo 1952).
El conductor de la velada fue Bob Barker y de comentarista fungió la actriz Helen O'Connell. El espacio del Gimnasio Nacional fue adaptado con un escenario, cuya escenografía emulaba una antigua ciudad maya, con una majestuosa pirámide.

## Resultados

### Clasificación final
| Posición                | Concursante |
| ----------------------- | --- |
| Miss Universo 1975      | - Finlandia - Anne Marie Pohtamo |
| 1.ª Finalista           | - Haití - Gerthie David |
| 2.ª Finalista           | - Estados Unidos - Summer Bartholomew |
| 3.ª Finalista           | - Suecia - Catharina Sjödahl |
| 4.ª Finalista           | - Filipinas - Rose Brosas |
| Semifinalistas (Top 12) | - Brasil - Ingrid Budag - Colombia - Martha Echeverry - El Salvador - Carmen Figueroa - Inglaterra - Vicki Harris - Irlanda - Julie Farnham - Israel - Orit Cooper - Japón - Sachiko Nakayama |

### Orden de Clasificación
| Top 12         | Top 5          |
| -------------- | -------------- |
| Haití          | Finlandia      |
| Finlandia      | Haití          |
| El Salvador    | Estados Unidos |
| Colombia       | Filipinas      |
| Filipinas      | Suecia         |
| Inglaterra     |                |
| Japón          |                |
| Israel         |                |
| Irlanda        |                |
| Brasil         |                |
| Suecia         |                |
| Estados Unidos |                |

## Áreas de competencia

### Competencia preliminar
Previamente a la competencia de la noche final, todas las concursantes compitieron en traje de baño (similares para todas) y en traje de noche (elegidos al gusto de cada concursante) durante la competencia preliminar. Ellas también fueron entrevistadas en privado por el jurado, que calificaron a las concursantes en cada una de las tres áreas de competencia. Se formó con esto un grupo de 12 semifinalistas, basado en su promedio obtenido en las preliminares, que no fue dado a conocer hasta la noche final.

### Final
Durante la competencia final, el grupo de 12 semifinalistas seleccionadas en la Competencia Preliminar fue dado a conocer y compitió de nuevo en entrevista, traje de baño y traje de noche.
Las cinco candidatas con los promedios más altos participaron en una ronda final de votación durante el evento televisado, antes de que las posiciones finales fueran anunciadas, y a su vez, fuera revelado el nombre de la nueva Miss Universo.

### Jurado
- Luz Marina Zuluaga, Miss Universo 1958, de Colombia.
- Maribel Arrieta de Thuret, Miss El Salvador 1955 y primera finalista de Miss Universo 1955.
- Sarah Vaughan, cantante norteamericana.
- Susan Strasberg, actriz estadounidense de origen judío.
- Aline Griffith, condesa viuda de Romanones.
- Leon Uris, escritor estadounidense.
- Ernest Borgnine, actor norteamericano.
- Peter Lawford, actor británico.
- Max Lerner, periodista norteamericano.
- Jean-Claude Killy, medallista olímpico de ski por Francia.
- Kiyoshi Hara, presidente de Asahi Broadcasting Corp.

### Premios especiales
La Incorporación Miss Universo otorgó tres premios especiales durante las actividades del Miss Universo 1975: Miss Simpatía, Miss Fotogenia y el premio al Mejor Traje Nacional.

#### Miss Simpatía de Miss Universo 1975
La concursante ganadora al reconocimiento como Miss Unidad (Miss Unity), equivalente a Miss Simpatía; fue elegida por las mismas concursantes, que votaron en secreto por aquella de sus compañeras que refleje mejor el sentido de sana competencia, fraternidad, y amistad entre las naciones; y fue dada a conocer durante la noche final. Mientras cada chica se presentaba, daba su voto que se iba contabilizando mientras el Desfile de las Naciones corría.
Ganadora:  Trinidad y Tobago, Christine Jackson

#### Miss Fotogenia de Miss Universo 1975
La concursante ganadora al reconocimiento como Miss Fotogenia (Miss Fotogenic), fue elegida por los reporteros gráficos que cubrían el evento, con el visto bueno de la Incorporación Miss Universo; se otorga a la candidata que retrata mejor ante las cámaras fotográficas. En la edición de 1975 hubo un empate entre dos candidatas:
Ganadoras:
- Colombia, Martha Echeverry
- Estados Unidos, Summer Bartholomew

#### Mejor traje nacional de Miss Universo 1975
El traje ganador al reconocimiento al Mejor Traje Nacional de Miss Universo 1975 fue elegido por un panel de jueces especializados en cultura y tradiciones.
Ganador:
- 1.er. Lugar:  Guatemala
- 2.º. Lugar:  México

## Significancia Histórica de Miss Universo 1975

### Semifinalistas
- Es la segunda ocasión que Finlandia obtiene el título.
- Para ninguno de los doce países cuyas delegadas pasaron a la ronda semifinal era algo nuevo, ya que todos habían logrado superar ese primer corte en por lo menos una ocasión.
- Haití logra la suplencia de Miss Universo 1975 por primera vez; siendo esta la posición más alta que logra en este certamen. Pasarían 41 años para que volviera a lograrlo, en Miss Universo 2016. Y se coloca en las semifinalistas tras doce años de lograrlo por primera vez.
- El Salvador no lograba pasar a la semifinalistas desde 1955, cuando logró el segundo lugar.
- Irlanda había esperado siete años antes de volver a colocarse en el grupo de semifinalistas.

### Otros datos significativos
- Es la primera ocasión que un país centroamericano sirve de sede para este certamen.
- Ocurrió una masacre estudiantil en el marco del certamen, perpetuado por el gobierno salvadoreño en contra de activistas manifestándose por el uso de fondos nacionales para Miss Universo.
- Con esta, resulta la tercera vez que la ganadora del título el año anterior no corona a su sucesora. La primera vez ocurrió en 1953 cuando Armi Kuusela no coronó a la segunda Miss Universo, y la segunda en 1972, cuando por motivos políticos Georgina Rizk, de Líbano, fue imposibilitada de viajar a Puerto Rico para entregar su corona.
- En los 25 años de historia del certamen Miss Universo, esta edición fue la primera que rompió la barrera de las 70 concursantes, colocándose como el Miss Universo con más concursantes hasta ese momento.

## Países Concursantes y Delegadas
71 naciones participaron en el certamen. Se muestra el nombre completo de la candidata, hasta donde es posible; apodos o diminutivos son entrecomillados; apellidos utilizados como nombre artístico se ponen entreparéntesis.

### Delegadas
| - Alemania (Federal), Sigrid Silke Klose - Argentina, Rosa del Valle Santillán - Aruba, Martica Pamela Brown - Australia, Jennifer Matthews - Austria, Rosemarie Holzschuh - Bahamas, Sonia Chipman - Bélgica, Christine Delmelle - Belice, Pelisamay 'Lisa' Longsworth - Bermudas, Donna Louise Wright - Bolivia, Jacqueline Gamarra Sckett - Brasil, Ingrid Budag - Chile, Raquel Eliana Argandoña de la Fuente - Colombia, Marta Lucía Echeverry Trujillo - Corea (Sur), Seoh Ji-Hye (Young-Ok) - Costa Rica, María de los Ángeles Picado González - Curazao, Jasmin Fraites - Dinamarca, Berit Frederiksen - Dominio de Canadá, Sandra Margaret Emily Campbell - Ecuador, Ana María Wray Salas - El Salvador, Carmen Elena Figueroa - Escocia, Mary Kirkwood - España, Consuelo 'Chelo' Martín López - Estados Unidos, Summer Robin Bartholomew - Filipinas, Rose Marie Singson Brosas - Finlandia, Anne Marie Pohtamo - Francia, Sophie Sonia Perin - Gales, Georgina Kerler - Grecia, Afroditi Katsouli - Guam, Deborah Lizama Nacke - Guatemala, Emy Elivia Abascal - Haití, Gerthie David - Holanda (Países Bajos), Lynda Adriana Snippe - Hong Kong, 'Mary' Cheung Ma-Lai - India, Meenakshi Kurpad - Indonesia, Lydia Arlini Wahab | - Inglaterra, Vicki Harris - Irlanda, Julie Ann Farnham - Islandia, Helga Elizabeth Eldon Jonsdóttir - Islas Vírgenes (Estados Unidos), Julia Florencia Wallace - Israel, Orit Cooper - Italia, Diana Salvador - Jamaica, Louise Annette Gillian King - Japón, Sachiko Nakayama - Líbano, Souad Nakhoul - Liberia, Aurelia Sancho - Luxemburgo, Marie Thérèse Manderschied - Malasia, 'Alice' Cheong Yee-Leng - Malta, Frances Pace Ciantar - Marruecos, Salhi Badia - Mauricio, Nirmala Sohun - México, Delia Servín Nieto - Micronesia, Elena Deleon Guerrero Tomokane - Nicaragua, Alda Maritza Sánchez - Nueva Zelanda, Barbara Ann Kirkley - Panamá, Anina Horta Torrijos - Paraguay, Susana Beatriz Vire Ferreira - Perú, Olga Lourdes Berninzon Devéscovi - Puerto Rico, Lorell del Carmen Carmona Juan - República Dominicana, Milvia Troncoso - Samoa Americana, Darlene Schwenkey - Singapur, Sally Tan - Sudáfrica, Gail Anthony - Sri Lanka, Shyama Hiramya Algama - Suecia, Catharina Sjödahl - Suiza, Beatrice Aschwanden - Tailandia, Wallaya Tho-Nawanik - Trinidad y Tobago, Christine Mary Jackson - Turquía, Sezin Tophouglu - Uruguay, Evelyn Rodríguez - Venezuela, Maritza Pineda Montoya - Yugoslavia, Lidja Vera Manić |

No se presentaron al concurso:
- Guadalupe, Eloise Jubienne
- Islas Caiman, Dorothy Lamore McKoy
- Noruega, Sissel Gulbrandsen
- Suazilandia, Vinah Thembi Mamba

#### Algunos datos de las concursantes
- Miss Yugoslavia, Lidja Manić, y Miss Francia, Sophie Perin, ganaron el título Miss Internacional, en 1975 y 1976, respectivamente.
- Otras concursantes de Miss Universo 1975 participaron en Miss Internacional en distintos años: Miss Islandia en 1973; Miss España y Miss Indonesia en 1974; Miss Alemania ese mismo año; y Miss Suiza en 1976.
- Miss Austria, Rosemarie Holzschuh, participó en el Miss Mundo y el Miss Internacional ese mismo año. Miss Dominio de Canadá hizo lo mismo, pero en 1974.
- Miss Bélgica, Miss Bermudas, Miss Inglaterra, Miss Luxemburgo participaron en el Miss Mundo 1975; mientras que Miss Irlanda lo hizo en 1974.

#### Sobre los países participantes
- Las concursantes de algunos países utilizaron la banda con un nombre generalizado, cuando en realidad representaban una entidad política separada, tal es el caso de Miss Samoa (que era de la Samoa Americana) y Miss Islas Vírgenes (proveniente de la parte estadounidense).
- Samoa (Americana), Belice, Mauricio y Micronesia debutaron en Miss Universo en este certamen. En el caso de Micronesia ha sido, hasta ahora, la única participación que ha tenido en cualquier certamen internacional de belleza.
- Chipre, Honduras, Portugal, Senegal y Surinam no participaron este año, a pesar de haber competido la edición anterior.
- Dinamarca, Ecuador, Guatemala, Haití, Marruecos, Perú y Sudáfrica regresaron a la competencia después de distintos periodos de ausencia.

## Otros datos del certamen Miss Universo 1975
- El certamen Miss Universo 1975 contó con todo el apoyo del gobierno salvadoreño. El presidente de la República de El Salvador, Arturo Armando Molina, asistió a la noche final y fue una de las primeras personas en felicitar a la nueva Miss Universo. Él ofreció a la nueva soberana y a sus finalistas una semana más de estadía con los gastos pagados en San Salvador, pero la Corporación Miss Universo tuvo que declinar la oferta debido a compromisos ya pactados.
- La Incorporación Miss Universo estaba negociando la sede para el año 1975 con Costa Rica, pero la sociedad conservadora para aquella época se opuso fuertemente a que en el país se realizara el certamen internacional.
- Una computadora de la Universidad de El Salvador fue programada para procesar los datos de todas las candidatas y determinar quién podría ser la ganadora. Según la computadora, la ganadora sería Miss Bolivia, Jacqueline Gamarra.
- Miss Dominio de Canadá fue víctima de una noticia falsa que se publicó en los diarios salvadoreños, ya que un hombre declaró que era su esposo y tenía tres hijos con ella.
- Únicamente artistas locales ofrecieron su actuación durante la gala. Uno de ellos fue la orquesta internacional Don Bosco, del mismo colegio Don Bosco (salesiano) en San Salvador.

## Controversias
El concurso de Miss Universo fue duramente criticado por una gran parte de los estudiantes de la Universidad de El Salvador. Las acciones del entonces gobierno del presidente Arturo Armando Molina, como el gasto de 1 millón de colones, entre otras cosas, para dicho evento, desataron una gran ola de manifestaciones en las calles de San Salvador. Esto provocó que una gran cantidad de tropas militares empezarán a atacar a los manifestantes para así detener dichos disturbios.
- Datos: Q2636317